# Карл Роберт
Карл Роберт Анжуйски (на френски: Charles Robert d'Anjou, Шарл Робер д'Анжу; на унгарски: Anjou Károly Róbert; на словашки: Karol Róbert z Anjou, 1288 – 1348) е неаполитански принц и крал на Унгария от Анжуйската династия, който по майчина линия произхожда от унгарската кралска династия на Арпадите.

## Живот
Карл Роберт е единственият син на Карл Мартел Анжуйски, титулуван крал на Унгария, и на съпругата му Клеменция Хабсбургска, дъщеря на свещения римски император Рудолф I. Бабата на Карл Роберт, Мария Арпад, е дъщеря на унгарския крал Ищван V, която след смъртта на брат си, бездетния унгарски крал Ласло IV, предявява претенции за наследствените права над унгарската корона в полза на сина си Карл Мартел, който е и наследник на неаполитанкия престол. Бащата на Карл Роберт дори е коронован за крал на Унгария от папа Николай IV, но така и не успява да наложи властта си в Унгария, където едрите феодали издигат за крал Андраш III. След смъртта на баща си, който умира млад, Карл Роберт наследява титлата Крал на Унгария и предявява открито претенциите си за властта в Унгария.
Карл Роберт Анжуйски успява да се наложи на унгарския престол след продължителна борба с другите претенденти за унгарската корона – чешкия крал Вацлав III и баварския херцог Отон III. По-голямата част от управлението му преминава в продължителна борба с едрата унгарска олигархия, оглавявана от Мате Чак, кралски ковчежник. Карл Роберт успява да обуздае непокорните барони, многократно води войни срещу Венеция, с която си съперничи в областта Далмация, както и със Сърбия, от която успява да отвоюва Белград, части от Банат и Мачва. Големият поход на крал Карл Роберт срещу влашкия войвода Басараб I от 1320 г. завършва с голям неуспех за унгарците, чиито войски са пленени в битката при Посада.
Крал Карл Роберт умира на 16 юли 1348 г. и е погребан в Секешфехервар.

## Потомци
Карл Роберт се жени три пъти.
Първи брак: през 1314 г. с Мария Битомска от династията на Пястите. От този брак се ражда една дъщеря:
- Катерина

Втори брак: през 1318 г. с Беатрикс фон Люксембург, дъщеря на свещения римски император Хайнрих VII. През 1319 Беатрикс Люксембургска умира след като ражда мъртво дете.
Трети брак: през 1320 г. с полската принцеса Елжбета Локетек, дъщеря на крал Владислав I Локетек. Тя ражда на унгарския крал пет деца:
- Карл
- Ласло (1324 – 1329)
- Лайош (1326 – 1382), крал на Унгария
- Андраш, херцог на Калабрия (1327 – 1345)
- Ищван, херцог на Славония (1332 – 1354)